# Erich Riede
Erich Riede (* 3. Mai 1903 in London; † 20. September 1986 in Schwabach) war ein deutscher Dirigent und Komponist.

## Leben
Riede wurde als Sohn des Prokuristen Carl Riede (1878–1952) und dessen Ehefrau Eveleen Mary Flynn (1867–1947) geboren. Er besuchte das Gymnasium in Offenbach am Main. Sein Musikstudium absolvierte er von 1919 bis 1923 am Dr. Hoch’schen Konservatorium – Musikakademie Frankfurt am Main bei Eduard Jung (Klavier), Waldemar von Bausznern (Komposition) und Bernhard Sekles (Instrumentation), anschließend von 1923 bis 1925 an der Hochschule für Musik Berlin-Charlottenburg bei Leonid Kreutzer (Klavier), Leo Schrattenholz (Theorie) und Julius Prüwer (Dirigieren). 
Erste Engagements als Solo-Repetitor hatte er am Landestheater Darmstadt (1925–1927) und am Staatstheater Stuttgart (1927–1929). Sein Debüt als Dirigent gab er 1927 am Staatstheater Stuttgart mit der Oper An allem ist Hütchen schuld! von Siegfried Wagner. Von 1926 bis 1933 arbeitete er als Dirigier-Assistent bei den Bayreuther Festspielen. 1930/31 war er dort persönlicher Assistent von Arturo Toscanini. Von 1929 bis 1933 war er als „Assistant conductor“ an der Metropolitan Opera in New York engagiert. 
Zum 1. Mai 1933 trat er der NSDAP bei (Mitgliedsnummer 2.134.221). Von 1933 bis 1939 war er als „Erster Kapellmeister“ an der Städtischen Oper Köln engagiert. 1939 wurde er vom Gaugericht aus der NSDAP gestrichen. Er folgten Engagements als Operndirektor am Stadttheater Gablonz im Sudetenland (1940–1943) und als Kapellmeister am Stadttheater Reichenberg im Sudetenland (1943–1945). Von 1942 bis 1945 wirkte er als Gastdirigent bei der „Deutschen Philharmonie Prag“. 
Nach dem Zweiten Weltkrieg war er Kapellmeister am Nationaltheater Mannheim (1949) und „Erster Kapellmeister“ an der Staatsoper Dresden (1950–1952). Dort dirigierte er u. a. eine Festaufführung anlässlich der 1000. Vorstellung der Oper Der Freischütz seit der Uraufführung 1821 in Dresden. 
Riede wirkte langjährig als Generalmusikdirektor, u. a. am Theater Dessau (1952–1954). 1953 und 1954 dirigierte er bei den Wagner-Festspielen in Dessau. Ab 1954 war er als „Musikalischer Leiter“ am Pfalztheater Kaiserslautern engagiert. Zum Spielzeitbeginn 1956/57 kam er als GMD an das Opernhaus Nürnberg. 1958 dirigierte er am Opernhaus Nürnberg mit großem Erfolg Alban Bergs Oper Wozzeck. Riede legte während seiner Nürnberger GMD-Zeit einen besonderen Schwerpunkt auf die Aufführung der Werke Richard Wagners. 1963 gastierte er mit dem Ensemble der Nürnberger Oper in Barcelona, wo er Aufführungen von Lohengrin und Die Walküre leitete. 1964 wechselte Riede als GMD an das Mainfranken Theater Würzburg; dort blieb er bis zu seiner Pensionierung.
Nach seiner Pensionierung kehrte Riede nach Nürnberg zurück, wo er am Konservatorium Nürnberg eine Meisterklasse in Opernkomposition unterrichtete.  
Riede komponierte u. a. Orchesterstücke, Lieder und die beiden heute vergessenen Opern Riccio (Uraufführung 1947; Landestheater Coburg) und König Lustik (Uraufführung 1951; Staatstheater Kassel). 
Riede war mit der Opernsängerin Nora Bloch-Slevogt verheiratet.